# Санта Диас, Дамиан де ла
Дамиан де ла Санта Диас (исп. Damián de la Santa Díaz; 19 августа 1769, Екла — 31 марта 1835, Мадрид) — испанский юрист и политик. Исполняющий обязанности министра юстиции Испании с июля по август 1822 года.

## Биография
Родился в семье выходцев из провинции Аликанте. 6 мая 1789 года получил степень бакалавра по юриспруденции в Университете Ориуэлы. 28 сентября 1792 года Санта Диас завершил стажировку, по итогу которой ему была присвоена квалификация, позволявшая ему занимать должности в Королевском Совете. В 1808 году генерал Хоакин Блейк назначил его членом хунты противостоящей французам в Мурсии. Позже он переехал в Кадис, где 14 декабря 1811 года был назначен чиновником Секретариата Юстиции. 4 апреля 1813 года Санта Диас был назначен заместителем депутата кадисских кортесов от его родной провинции, но в должность он так и не вступил, так как 2 июня там же был назначен начальником комиссии по делам Галисии. С 1814 по 1820 год он жил в Италии, где познакомился с Лукасом Аламаном. В 1820 году он был избран депутатом парламента от провинции Мурсия. Во время политического кризиса 1822 года Дамиан де ла Санта на две недели стал исполняющим обязанности Министра юстиции Испании.
Во время французского вторжения он вместе с правительством отправился на юг Испании, где 24 августа был назначен секретарём юстиции, а также для экономии средств правительства бесплатно исполнял обязанности служащего в казначействе, военном и морском ведомствах. После смерти Фердинанда VII Санта Диас вернулся в Мадрид, где вскоре вновь был избран депутатом от Мурсии, на посту которого он находился до самой смерти.